# Институт радиофизики и электроники имени А. Я. Усикова НАН Украины
Институт радиофизики и электроники им. А. Я. Усикова - научно-исследовательский институт Национальной академии наук Украины, является единственным на Украине академическим учреждением радиофизического профиля.

## История

### 1955 - 1991
Институт был создан в 1955 году на базе отделов электромагнитных колебаний и распространения радиоволн ХФТИ АН УССР. 
Первым директором ИРЭ АН УССР был академик АН УССР А. Я. Усиков, с 1973 по 1993 гг. институт возглавлял академик АН УССР В. П. Шестопалов.
Институт вместе с Национальной академией наук Украины является соучредителем научного журнала "Радиофизика и электроника".
В 1985 году на базе Отделения радиоастрономии Института радиофизики и электроники АН УССР был создан Радиоастрономический институт. С момента создания директором института является академик НАНУ Л. Н. Литвиненко, который в 1973-1985 гг. был заместителем директора ИРЭ по научной работе.

### После 1991
В 1993 году институт возглавил академик НАН Украины В. М. Яковенко
В 1994 г. был создан Центр радиофизического зондирования Земли НАН Украины и Национального космического агентства Украины (с 1997 г. носит имя первого руководителя А. И. Калмыкова) для дальнейшего развития радиофизических исследований природной среды с аэрокосмических носителей методами дистанционного зондирования.

## Современное состояние
Институт радиофизики и электроники им. А. Я. Усикова НАН Украины - широко известный научный центр, который определяет уровень национальных научных достижений в области радиофизики, электроники, радиофизических исследований твердого тела и биологических объектов, распространения радиоволн, дистанционного зондирования природной среды Земли с аэрокосмических носителей.
ИРЭ НАНУ насчитывает 345 научных сотрудников, в том числе академик НАН Украины В. М. Яковенко, чл.-корр. НАН Украины Е. М. Ганапольский, чл.-корр. НАН Украины А. П. Королюк, чл.-корр. НАН Украины П. Н. Мележик, чл.-корр. НАН Украины В. А. Ямпольский, а также 42 доктора и 152 кандидата наук. Два сотрудника ИРЭ были избраны действительными членами международного Института электронных и электротехнических наук (Fellow IEEE) – К. А. Лукин и А. И. Носич.
В настоящее время ИРЭ включает в себя следующие научные отделы:
- Отдел теории дифракции и дифракционной электроники (П. Н. Мележик);
- Отдел вычислительной электродинамики (А. А. Кириленко);
- Отдел квазиоптики (В. К. Киселев);
- Отдел радиофизической интроскопии (С. А. Масалов);
- Отдел вакуумной электроники (А. С. Тищенко);
- Отдел нелинейной динамики электронных систем (К. А. Лукин);
- Отдел радиоспектроскопии (С. И. Тарапов);
- Отдел твердотельной электроники (Н. Н. Белецкий);
- Отдел акустической и электромагнитной спектроскопии (Е. М. Ганапольский);
- Отдел радиофизики твердого тела (В. М. Яковенко);
- Отдел теоретической физики (В. А. Ямпольский);
- Отдел биологической физики (А. В. Шестопалова);
- Отдел физических основ радиолокации (Г. И. Хлопов);
- Отдел распространения радиоволн в природных средах (Ф. В. Кивва);
- Отдел квантовой электроники и нелинейной оптики (М. И. Дзюбенко);
- Отдел дистанционного зондирования земли (В. К. Иванов);
- Отдел статистической радиофизики (В. Г. Сугак);
- Отдел математической физики (Ю. К. Сиренко);
- Отдел обработки радиосигналов (А. Ф. Величко).

С 2014 года директором института стал Мележик Петр Николаевич, академик НАН Украины с 2018 года. С 2021 года должность директора занимает Лукин Константин Александрович.

## Офис трансфера технологий
Ученые института уже имеют определенный опыт коммерциализации и продвижения разработок на украинский и мировой рынок. Сотрудниками института выполняются партнерские проекты УНТЦ.

## Основные научные направления
Развитие научных направлений. За время существования в Институте были получены научные результаты по ключевым научным направлениям:
- Электродинамика и радиофизика миллиметровых и субмиллиметровых волн;
- Взаимодействие электромагнитных волн с твердым телом и биологическими объектами;
- Распространение радиоволн в окружающей среде;
- Радиофизическое зондирование объектов природного и искусственного происхождения.